# Chihuahua (Stadt)
Chihuahua (spanisch [tʃiˈwawa], Nahuatl: „trockener und sandiger Ort“) ist eine Großstadt mit ca. 950.000 Einwohnern und Hauptstadt des gleichnamigen Bundesstaates und Municipios im Norden Mexikos. Seit dem Jahr 1891 ist sie auch Sitz eines Bistums, welches im Jahr 1958 in den Rang eines Erzbistums erhoben wurde.

## Lage und Klima
Die Stadt liegt mitten in einer Halbwüstenoase der Chihuahua-Wüste in einer Höhe von ca. 1415 m. Die mit ca. 1,5 Millionen Einwohnern deutlich größere Grenzstadt Ciudad Juárez liegt ca. 360 km (Fahrtstrecke) nördlich; Mexiko-Stadt befindet sich etwa 1450 km südöstlich. Das Klima ist meist trocken und warm; der eher spärliche Regen (ca. 330 mm/Jahr) fällt überwiegend in den Sommermonaten.

## Bevölkerungsentwicklung
| Jahr      | 1990    | 2000    | 2010    | 2020    |
| Einwohner | 516.153 | 658.650 | 809.685 | 925.762 |

Der deutliche Bevölkerungszuwachs beruht im Wesentlichen auf der immer noch anhaltenden Zuwanderung von Einzelpersonen und Familien aus den Dörfern der Umgebung.

## Wirtschaft
In Chihuahua haben sich Zulieferbetriebe der Automobilindustrie sowie der Elektro- und Medizintechnik niedergelassen. Der Tourismus spielt kaum eine Rolle, auch wenn die Stadt Ausgangspunkt des Chepe durch den Kupfercanyon hin zur Küstenstadt Los Mochis ist.

## Geschichte
Im Jahr 1533 war es der Konquistador Álvar Núñez Cabeza de Vaca, der die Gegend als erster Europäer betrat, und im Jahr 1562 unternahm Francisco de Ibarra eine Expedition dorthin – er nannte sie Nueva Vizcaya. Die im Jahr 1709 als Real de San Francisco de Cuellar gegründete Stadt wurde durch Silber-, später auch durch Kupfererzvorkommen in der Umgebung wohlhabend. 
Zwischen Oktober 1864 und August 1865 befand sich der Regierungssitz von Benito Juárez in der Stadt, der an der Spitze der liberalen Armee gegen die in der französischen Intervention in Mexiko ins Land eingedrungenen Invasoren und ihre mexikanischen Kollaborateure kämpfte. Von hier musste sich Juárez anschließend nach Paso del Norte an der Grenze zu den USA zurückziehen.
Chihuahua erlebte während der Regierungszeit des mexikanischen Langzeitpräsidenten Porfirio Díaz einen gewaltigen Aufschwung und avancierte zu einem wichtigen Handels- und Finanzzentrum. Während der Mexikanischen Revolution spielte Chihuahua eine bedeutende Rolle als Revolutionszentrum und Operationsbasis von Pancho Villas División del Norte. Dementsprechend kam es zwischen den mexikanischen Bundestruppen und der Revolutionsarmee Villas wiederholt zu erbitterten Kämpfen um den Besitz der Stadt, so zum Beispiel in den Jahren 1913 und 1916.

## Sehenswürdigkeiten
- Museo de Arte Sacro („Museum der Religiösen Künste“), calle Victoria / calle 4a.
- Museo de Arte Contemporáneo Casa Redonda („Rundhaus-Museum für Zeitgenössische Kunst“), Avenida Colon / Escudero: Gemälde- und Skulpturenmuseum in einer ehemaligen Eisenbahnwerkstatt.
- Quinta Gameros („Landhaus Gameros“), Paseo Bolivar #401: Das im Auftrag der wohlhabenden Familie Gameros in Auftrag gegebene Haus diente während der Revolution als Residenz von Venustiano Carranza und später als Arbeitszimmer von Pancho Villa.
- Museo de la Revolución Mexicana / Casa de Villa („Museum der Mexikanischen Revolution“ / „Haus von Pancho Villa“), Calle 10a / Mendez #3010: Das von Pancho Villa in Auftrag gegebene Haus wurde von Luz Corral, einer seiner Frauen, bewohnt und von dieser später dem Staat mit dem Auflage überlassen, dort ein der Revolution gewidmetes Museum einzurichten.
- Museo de la Lealtad Republicana / Casa Juárez („Museum der Republikanischen Loyalität“ / „Haus Juárez“), Avenida Juárez #321: während der Zeit der französischen Besatzung lebte der damalige mexikanische Präsident Benito Juárez, der in Chihuahua Zuflucht gesucht hatte, von Oktober 1864 bis Dezember 1866 in diesem Haus.
- Galería de Armas („Waffengalerie“) und Museo de Hidalgo („Hidalgo-Museum“): Sowohl die Galerie, in der Waffen aus der Zeit der Revolution ausgestellt sind, als auch das zu Ehren von Miguel Hidalgo errichtete Museum sind im Gebäude der Landesregierung (Aldama #901) untergebracht.
- Centro de Patrimonio Cultural Museo Casa Chihuahua („Kulturelles Kunstzentrum Museum Haus Chihuahua“), Calle Libertad (zwischen Vicente Guerrero und Venustiano Carranza): Der ehemalige Regierungssitz des Bundesstaates Chihuahua beherbergt seit November 2007 ein Kulturzentrum, in dem sich unter anderem der Calabozo de Hidalgo („Kerker von Hidalgo“) befindet, in dem der mexikanische Volksheld die letzten drei Monate seines Lebens in Gefangenschaft verbrachte, bevor er in den Morgenstunden des 30. Juli 1811 hingerichtet wurde.
- Museo Tarike, Calle 4a: Museum zur Stadtgeschichte von Chihuahua.
- Museo Centro Semilla, Progreso #1201: Naturwissenschafts- und Technologiemuseum.
- Museo del Mamut („Mammutmuseum“), Avenida Juárez / Calle 25: Naturkundemuseum (offizielle Website des Museo Mamut auf Spanisch).

## Partnerstädte
Chihuahua listet folgende sechs Partnerstädte auf:
| Stadt       | Land                           | seit |
| ----------- | ------------------------------ | ---- |
| Albuquerque | New Mexico, Vereinigte Staaten | 2008 |
| El Paso     | Texas, Vereinigte Staaten      | 1970 |
| Lynnwood    | Washington, Vereinigte Staaten |      |
| Midland     | Texas, Vereinigte Staaten      | 2015 |
| Nashville   | Tennessee, Vereinigte Staaten  |      |
| Pueblo      | Colorado, Vereinigte Staaten   |      |

## Persönlichkeiten
Söhne und Töchter:
- Octaviano Larrazolo (1859–1930), US-amerikanischer Politiker
- Martín Luis Guzmán (1887–1976), Zeitungsjournalist und Schriftsteller
- Miguel Molinar Simondy (1892–1964), Offizier
- David Alfaro Siqueiros (1896–1974), Maler und Grafiker
- Rafael Muñoz (1899–1972), Schriftsteller
- Arturo Rosenblueth (1900–1970), Physiologe
- Anthony Quinn (1915–2001), mexikanisch-US-amerikanischer Filmschauspieler
- Manuel Talamás Camandari (1917–2005), römisch-katholischer Bischof von Ciudad Juárez
- Chucho Rodríguez (1918–1991), Komponist, Arrangeur, Pianist und Orchesterleiter
- Rodolfo Acosta (1920–1974), Schauspieler
- Tino Contreras (1924–2021), Jazzmusiker
- Óscar Baylón Chacón (1929–2020), Politiker
- Alberto Almanza (1940–2023), Basketballspieler
- Lourdes Portillo (1943–2024), US-amerikanische Filmproduzentin, Regisseurin und Drehbuchautorin
- Mario Mendoza (* 1950), Baseballspieler
- Klinton Spilsbury (* 1950), US-amerikanischer Schauspieler
- Erika S. Rempening (* 1951), Kauffrau und Konsulin
- Miguel Ángel Orozco Deza (* 1953), Botschafter
- Juan Molinar Horcasitas (1955–2015), Politologe und Politiker
- Paul René Moreno (* 1962), Fußballspieler
- Lupe Aquino (* 1963), Boxer
- Gabriel Cano (* 1965), Radrennfahrer
- Mario García Covalles (* 1967), Fußballspieler
- Miguel Ángel Rodríguez (* 1967), Geher
- César Alfonso Ortega Díaz (* 1969), römisch-katholischer Geistlicher, Bischof von Linares
- Cristián Bejarano (* 1981), Boxer
- Miguel Gallardo Valles (* 1981), Tennisspieler
- Haley Paige (1981–2007), US-amerikanische Pornodarstellerin mexikanischer Herkunft
- Horacio Nava (* 1982), Geher
- Andrea Meza (* 1994), Schönheitskönigin
- Marcelo Laguera (* 1996), Langstreckenläufer
- Andrés Olivas (* 1998), Geher

Personen mit Beziehung zur Stadt:
- Art Acord (1890–1931), US-amerikanischer Filmschauspieler